# Taiobeiras
Taiobeiras este un oraș în Minas Gerais (MG), Brazilia.